# Балистичке таблице и мреже
Балистичке таблице и мреже су балистичке величине артиљеријских оруђа и пројектила представљене у облику уређене табеле или графа. Дају основне елементе путање, притисак барутних гасова у цијеви, диференцијалне коефицијенте за прорачуна измјена путање и друго.
Користе се приликом пројектовања система оруђе-пројектил, обради резултата гађања, изради таблица гађања и другим.
Код употребе балистичких таблица и мрежа проблем је постављен на један од два начина. Један је: који ће бити домет, вријеме лета пројектила, или висина тјемена путање уз дате почетне услове полазног угла, почетне брзине и балистичког коефицијента. Други је: који почетни услови су потребни за жељене балистичке елементе.
Балистичке таблице и мреже су начелно са два улаза, што значи да је тражени податак дат као функциија двије промјењиве величине. На примјер домет X је дат као функција почетне брзине 0 и балистичког коефицијента C.
Данас се балистичке таблице и мреже мало користе, јер су већином замијењене електронским рачунарима, с којима је могућност грешке очитавања и прорачуна смањена, а прецизност и брзина употребе повећана.